# Bob Mielke
Bob Mielke (* 1926; † 17. April 2020) war ein Musiker (Posaune, Gesang, auch Trompete) des traditionellen Jazz.
Mielke begann seine Karriere angeblich bereits in den späten 1930er-Jahren; er spielte 1947 in New York City bei Sidney Bechet/Bob Wilber's Wildcats, mit denen Plattenaufnahmen für Columbia entstanden. In den 1950er-Jahren trat Mielke in der San Francisco Bay Area im Jazzclub Pier 23 auf; in den folgenden Jahren spielte er außerdem mit George Lewis, Lu Watters, Ted Shafer, den NOJCNC All Stars (u. a. mit Jim Goodwin, Bob Helm, Ray Skjelbred und Muggsy Spanier), mit denen er 1964 in der TV-Sendung Jazz Casual gastierte. In den 70ern gastierte er als Mitglied verschiedener Hot-Jazz-Bands auf dem International Traditional Jazz Festival Breda. In den 1980er- und 90er-Jahren spielte er u. a. mit Butch Thompson and His Berkeley Gang, Pat Yankee und Bob Schulz and His Frisco Jazz Band, mit Dick Oxtots Golden Age Jazz Band sowie seiner eigenen Band, den Gold Coast Stompers. Im Bereich des Jazz war er von 1947 bis 2011 an 57 Aufnahmesessions beteiligt; noch in den frühen 2010er-Jahren trat er mit seinen Bob Mielke's New Bearcats auf.